# Легіслатура штату Небраска
Легіслатура штату Небраска — законодавчий орган американського штату Небраска. Його членів називають "сенаторами". Легіслатура офіційно є однопалатною та непартійною, що робить її унікальною серед всіх законодавчих органів штатів: в жодному іншому штаті нема ні однопалатної, ні непартійної легіслатури. Маючи всього 49 членів, вона також є найменшим законодавчим органом в країні.

## Історія
Перша Легіслатура території Небраска зібралась в місті Омаха, що є найбільшим містом штату, в 1855 році, залишаючись там аж до надання Небрасці статусу штату в 1867 році. Спочатку в Небраски була двопалатна легіслатура, але із часом росла незадоволеність громадян штату двопалатною системою. Законопроєкти втрачалися, бо дві палати не могли прийти до згоди щодо єдиної версії. Комітети із пошуку компромісу, які утворювались для об'єднання двох версій законопроєкту з обох палат, часто зустрічалися потаємно, а тому були непідзвітні за свої дії. Кампанії щодо перетворення Легіслатури штату Небраска на однопалатний орган почались ще в 1913 році, і відбувались із перемінним успіхом.
Після своєї поїздки до Австралії в 1931 році, Джордж Норріс, на той момент член Сенату США від штату Небраска, почав просувати реформу легіслатури, пояснюючи що двопалатна система базується на недемократичній Палаті лордів Великої Британії (депутати якої призначаються монархом, а не обираються), і що немає сенсу у двох органах, як роблять одну і ту ж справу, а тому таке дублювання є марною витратою грошей. Він звернув особливу увагу на приклад австралійського штату Квінсленд, який перейшов на однопалатний законодавчий орган за десять років до того. В 1934 році громадяни затвердили на референдумі поправку до Конституції штату Небраска, яка вступала в дію в 1936 році, в рік виборів. Відповідно до цієї поправки, Палата представників Небраски ліквідовувалась, а всі її повноваження переходили до Сенату. Проєкт цієї поправки вніс член Легіслатури штату Небраска, а пізніше член Конгресу США, Джон Натаніель Нортон.
Основними причинами успіху проєкту поправки до Конституції були: особиста популярність Джорджа Норріса, бажання знизити витрати під час Великої депресії, незадоволеність громадян роботою попередніх скликань легіслатури, а також той факт, що за збігом обставин голосування за цю поправку відбувалось одночасно із голосуванням за поправку щодо легалізації тоталізатора. Останній факт значно допоміг поправці про однопалатну легіслатуру бути проголосованою в місті Омаха, де це не було гострим питанням, на відміну від тоталізатора. Кола зацікавлені в легалізації тоталізатора агітували голосувати "так" за всі пропоновані поправки.
Перше скликання нової однопалатної легіслатури зібралось в 1937 році. Хоч законодавчий орган формально називається "Легіслатура штату Небраска", під час першої сесії була ухвалена резолюція, відповідно до якої члени легіслатури мали називатися "сенаторами". В Небрасці законодавчий орган також часто неофіційно називають "однопалаткою" (англ. the Unicameral).

## Повноваження
Обов'язком легіслатури є створення і зміна законодавства та утворення бюджету штату. Губернатор штату Небраска має право накласти вето на будь-який законопроєкт, але легіслатура може його подолати трьома п'ятими голосів сенаторів, тобто 30-ма голосами. Легіслатура також може трьома п'ятими голосів винести на розгляд виборців проєкт поправки до Конституції штату Небраска, і виборці на референдумі вирішать ухвалити чи відхилити її.

## Структура
Легіслатура складається із 49 членів, обраних в одномандатних виборчих округах. Сенаторів обирають на чотирирічні терміни, і половина їх складу переобирається кожні два роки. Половина легіслатури обирається в один рік з виборами президента США, інша в рік проміжних виборів в США. Якщо у легіслатурі з якихось причин виникає вакантне місце, Губернатор може призначити на це місце когось на власний розсуд. Щоб балотуватись у сенатори, особа повинна мати право голосу, бути віком не менше 21 року та проживати на території виборчого округу, з якого балотується, не менше одного року. Поправка до конституції, ухвалена в 2000 році, не дозволяє бути сенатором понад два терміни під ряд. Однак особа знов може балотуватися до законодавчого органу після перерви у чотири роки або більше. Як і в більшості інших штатів, робота сенатором не є повною зайнятістю, багато сенаторів зберігають своє основне місце роботи. Їхня річна заробітна плата складає 12 000 доларів.
Сенатори обираються на непартійних виборах. Замість окремих праймеріз для вибору кандидата від республіканської, демократичної чи якоїсь іншої партії, Небраска практикує єдині непартійні праймеріз, в яких всі кандидати змагаються разом, незалежно від їх партійної приналежності. Дві особи, які набрали найбільше голосів на праймеріз, беруть участь в загальних виборах. В самій легіслатурі немає формальних партійних фракцій чи груп. В теорії, коаліція має формуватися окремо для кожного питання, відповідно до філософії, політичних поглядів і географічного походження кожного окремого сенатора. На практиці, майже всі члени легіслатури чітко асоціюють себе або з республіканською партією, або з демократичною партією, а осередки цих партій в штаті відкрито підтримують кандидатів у сенатори.
Пленарні сесії Легіслатури штату Небраска тривають 90 робочих днів у непарні роки або 60 робочих днів у парні роки.

## Керівництво

### Віцегубернатор
Посада Віцегубернатора штату Небраска поєднана із посадою Президенту Легіслатури, аналогічно до того, як Віцепрезидент США є формальним головою Сенату США. Коли Віцегубернатор головує на засіданнях легіслатури, він має вирішальний голос у випадку якщо голоси сенаторів розділилися порівну, але не у випадку коли голосування відбувається за остаточне затвердження законопроєкту.

### Спікер
Найвищою посадою серед членів законодавчого органу є Спікер, який головує на засіданнях легіслатури за відсутності Президента Легіслатури. Спікери обираються на два роки таємним голосуванням сенаторів. Спікери, за погодженням з Виконавчою радою, визначають порядок денний законодавчого органу, який може бути змінений трьома п'ятими голосів сенаторів. Спікер не є членом жодного зі звичайних комітетів, але за посадою входить до Комітету із регламенту та до Виконавчої ради.

### Виконавча рада
Виконавча рада займається адміністративними справами легіслатури. Ця рада складається зі спікера, голови, заступника голови та шести інших сенаторів. Голова та його заступник обираються усім складом легіслатури таємним голосуванням на два роки. Голова Комітету з асигнувань бере участь в засіданнях ради, але не може голосувати та може виступали лише щодо фіскальних питань.
Виконавча рада також виконує функції референційного комітету. Всі внесені законопроєкти передаються до Виконавчої ради, яка визначає яких комітетів стосуються ці законопроєкти і відправляє їх туди. Будь-який член легіслатури може оскаржити те, в який комітет було передано законопроєкт, і спробувати перенаправити законопроєкт до іншого комітету за рішенням більшості голосів легіслатури.

### Коаліції
В Легіслатурі штату Небраска не утворюються коаліції за партійною приналежністю або коаліції на підтримку законопроєкту чи проти нього. Сенатори розділяються на три географічні групи, які відповідають трьом виборчим округам Конгресу США на території штату. Кожна з цих груп обирає двох членів Виконавчої ради та чотирьох членів Комітету з комітетів.

## Комітети

### Звичайні комітети
- Комітет сільського господарства (8 членів)
- Комітет асигнувань (9 членів)
- Комітет банківської справи, комерції та страхування (8 членів)
- Комітет підприємництва та зайнятості (7 членів)
- Комітет освіти (8 членів)
- Комітет загальних справ (8 членів)
- Комітет урядування, військових та ветеранських справ (8 членів)
- Комітет охорони здоров'я та соціальних служб (7 членів)
- Комітет судочинства (8 членів)
- Комітет природних ресурсів (8 членів)
- Комітет пенсійної систми Небраски (6 членів)
- Комітет оподаткування (8 членів)
- Комітет транспорту та телекомунікацій (8 членів)
- Комітет міських справ (7 членів)

### Спеціальні комітети
- Комітет з комітетів (13 членів)
- Комітет з перевірок (1 член)
- Виконавча рада / Референційний комітет (9 членів)
- Комітет з регламенту (6 членів)

### Голови та члени комітетів
На початку кожного дворічного періоду члени легіслатури обирають весь склад Комітету з комітетів, в якому 13 членів. По чотири з кожної територіальної групи та одного нелалежно від територіальних груп.
Перше скликання однопалатної легіслатури дозоляло кожному комітету самому обирати своїх голів. В 1939-1971 роках голів комітетів обирав Комітет з комітетів. Починаючи з 1973 року і до сьогодні голови комітетів обираються голосуванням всіх членів легіслатури. Спікер, голова Комітету з комітетів, готова та заступник голови Виконавчої ради обирались загальний голосуванням ще з часів першого скликання однопалатної легіслатури, з 1937 року. Деякі вважають що загальне таємне голосування є непрозорим, інші вважають що таке голосування дозволяє обрати найбільш кваліфікованого кандидата, без врахування ого політичної приналежності, що допомагає зберегти непартійну організаційну структуру законодавчого органу.
Проведення виборів за участю всіх членів законодавчого органу та існування Комітету з комітетів робить Легіслатуру штату Небраска унікальним випадком. Більшість законодавчих органів штатів США надають голові палати або лідеру більшості виключне право призначати членів та голів комітетів.

## Галерея

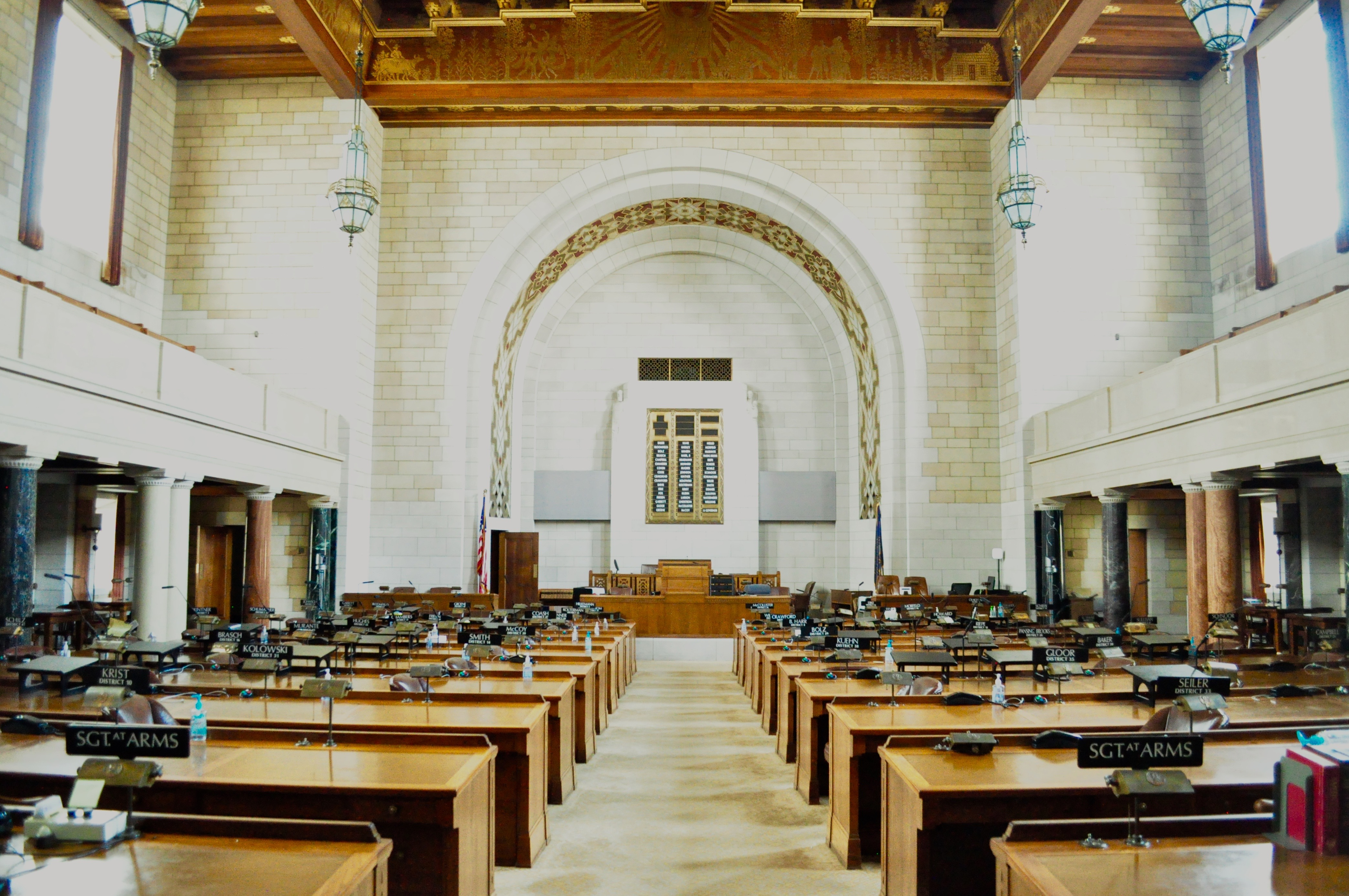
Законодавча зала імені Джорджа Норріса, де засідає Легіслатура
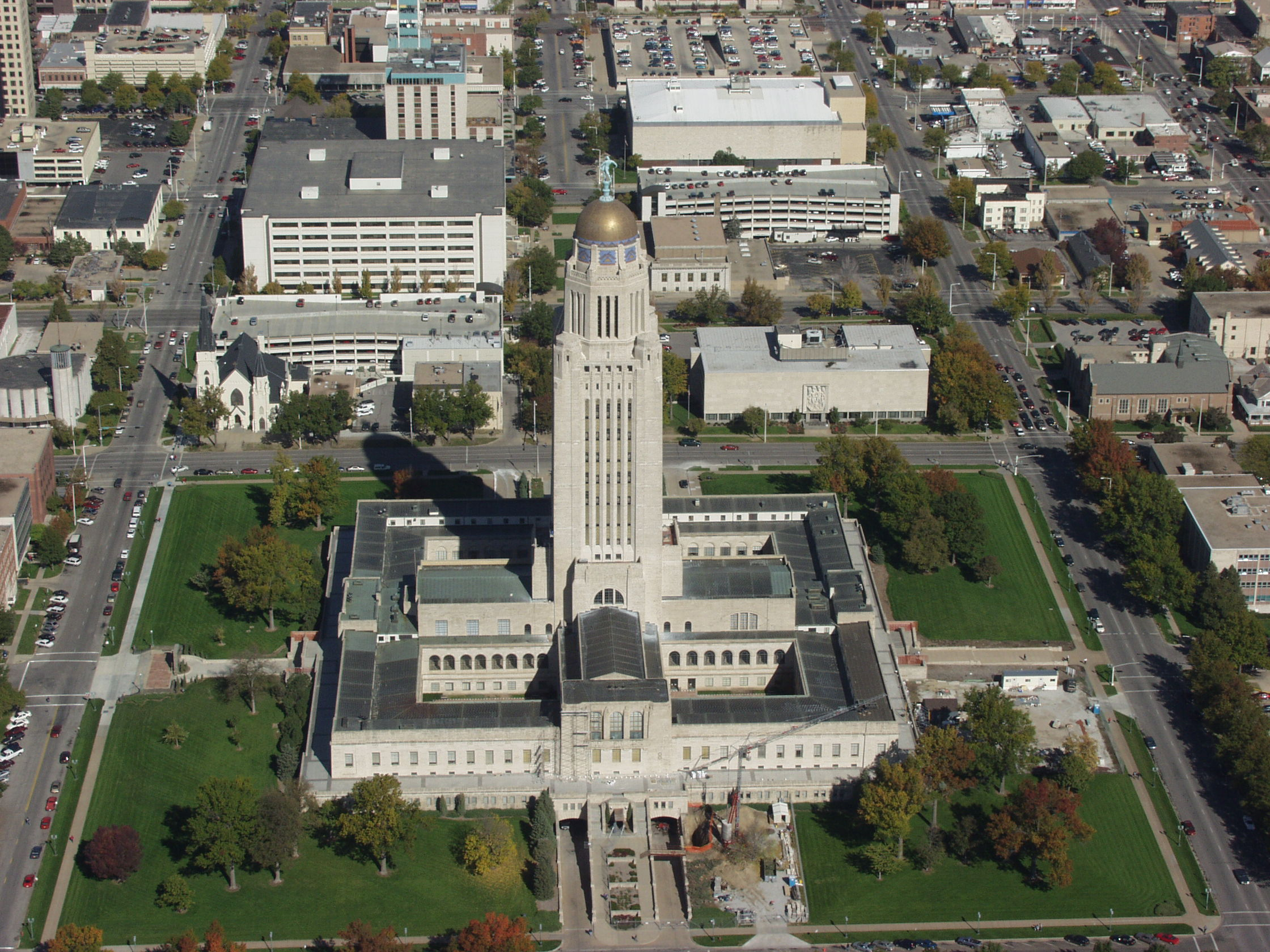
Будівля Капітолія з висоти
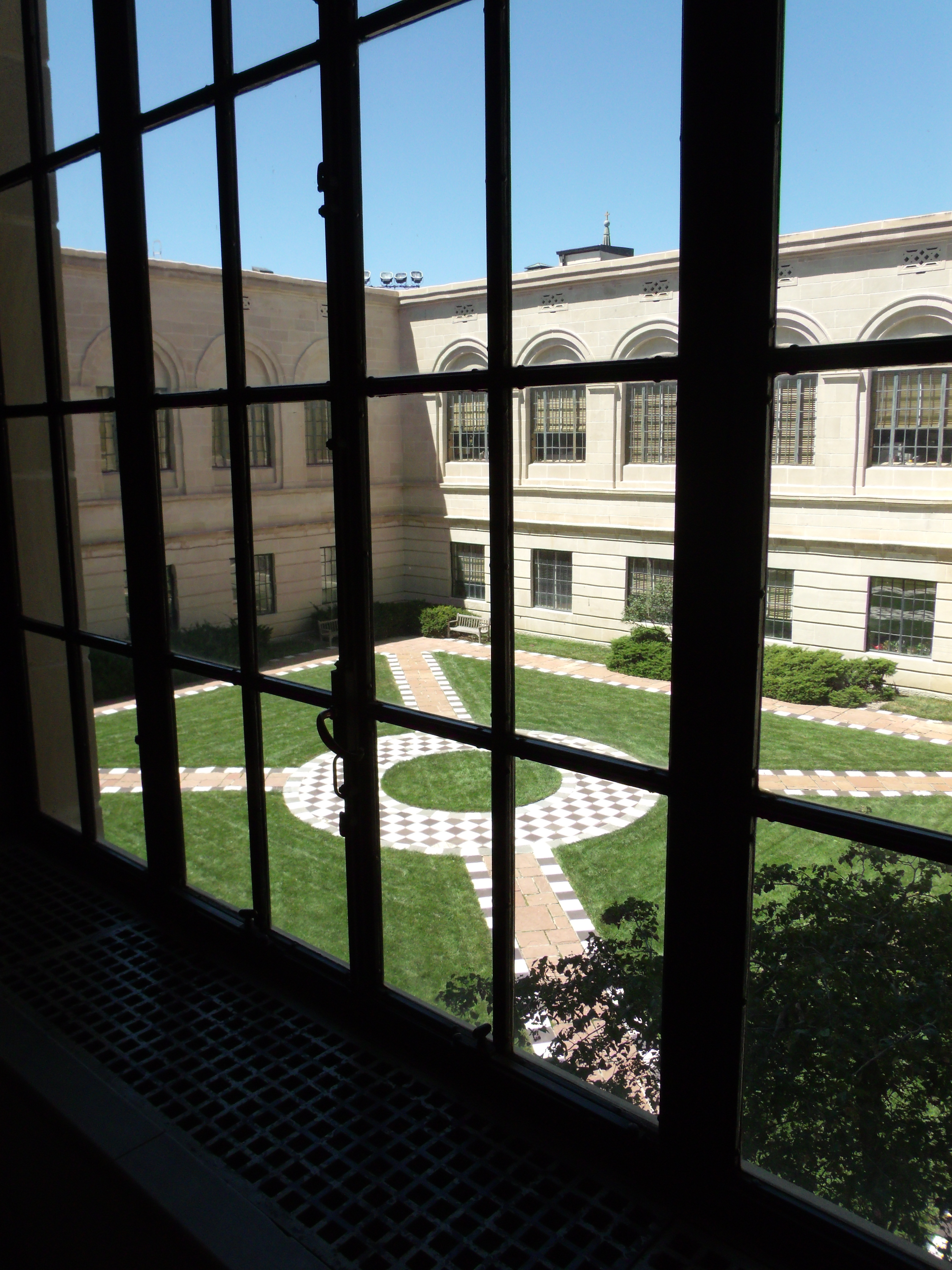
Внутрішній двір Капітолія
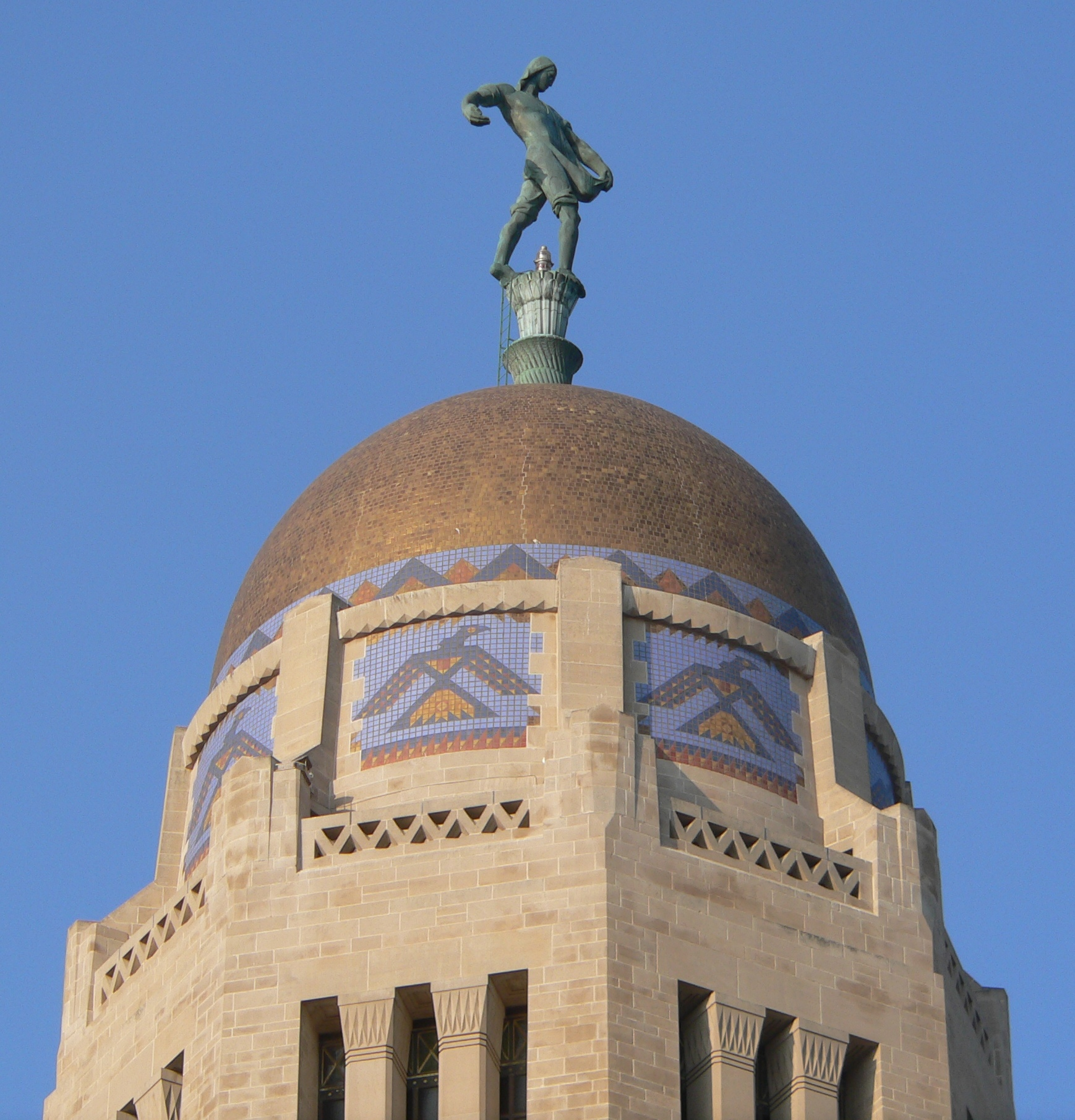
Купол Капітолія
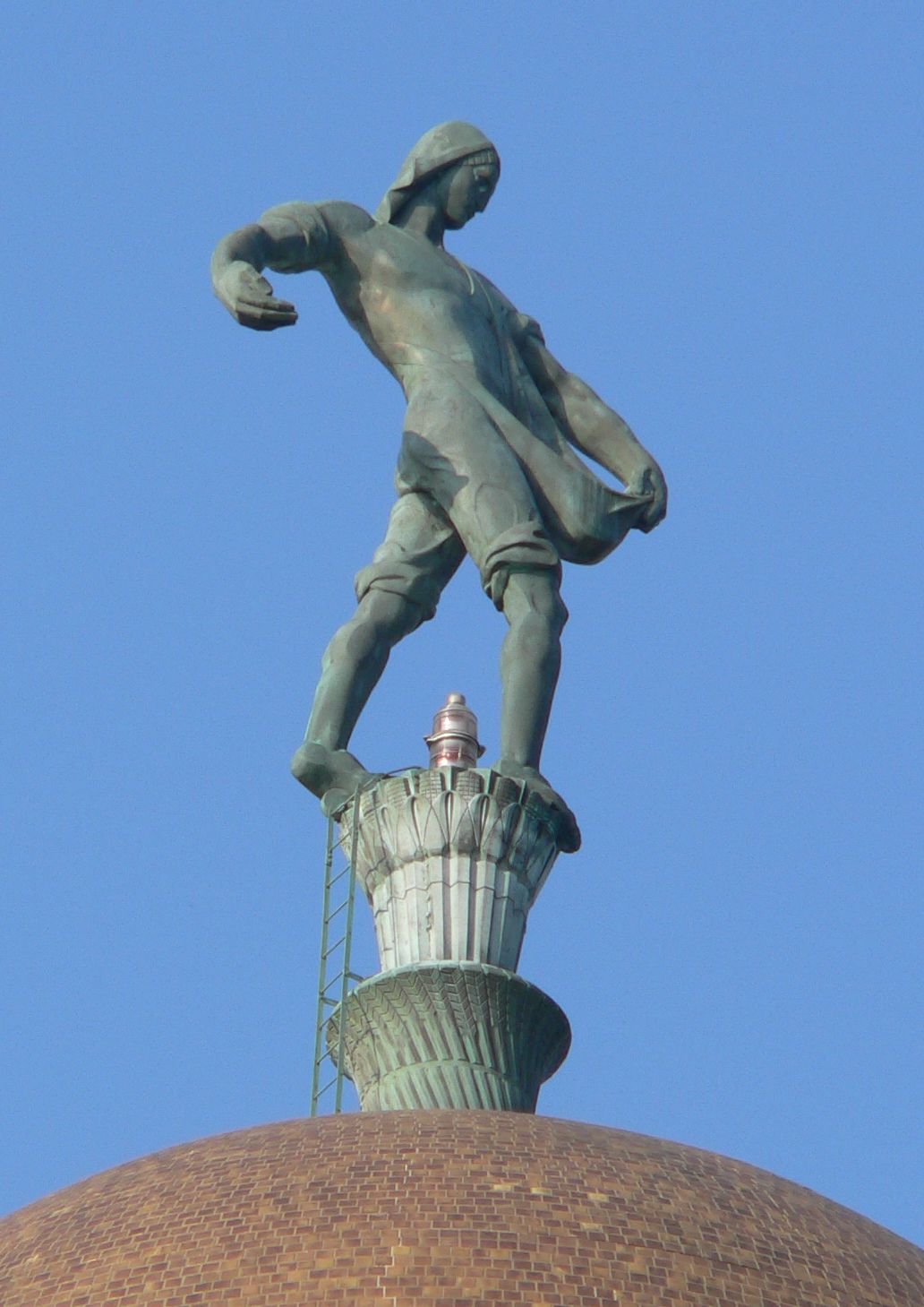
Статуя засівальника на самій вершині Капітолія
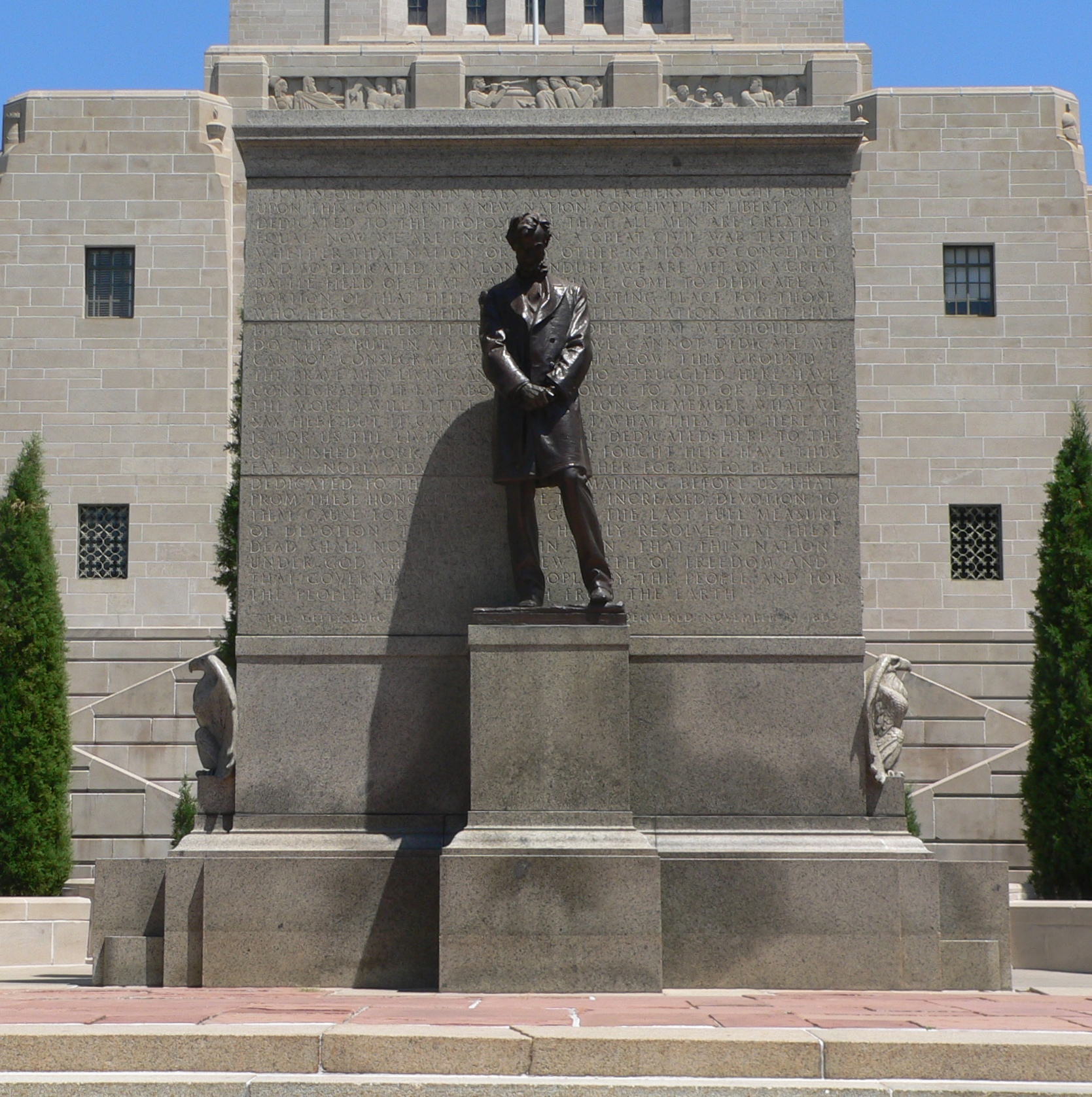
Пам'ятник Аврааму Лінкольну перед Капітолієм
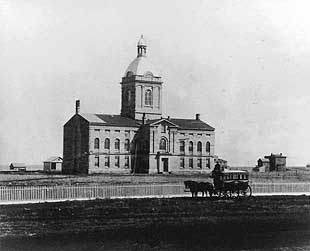
Перший Капітолій Небраски, приблизно 1870 рік